# Roxburgh Park
Roxburgh Park är en del av en befolkad plats i Australien. Den ligger i kommunen Hume och delstaten Victoria, omkring 21 kilometer norr om delstatshuvudstaden Melbourne. Antalet invånare är 19 235. Den ligger vid sjön Greenvale Reservoir.
Runt Roxburgh Park är det tätbefolkat, med 982 invånare per kvadratkilometer.. Närmaste större samhälle är Reservoir, omkring 12 kilometer sydost om Roxburgh Park. 
Runt Roxburgh Park är det i huvudsak tätbebyggt. Genomsnittlig årsnederbörd är 971 millimeter. Den regnigaste månaden är juni, med i genomsnitt 115 mm nederbörd, och den torraste är januari, med 34 mm nederbörd.